# 六氟铋酸锂
六氟铋酸锂是一种无机化合物，化学式为LiBiF6。它是无色晶体，与六氟锑酸锂（LiSbF6）同构。

## 制备及性质
六氟铋酸锂可由氟化锂与五氟化铋在无水氟化氢中反应得到。它也可由LiBiO2在氟气流中于450~500 °C加热得到。
它对潮湿十分敏感。